# Cabrata

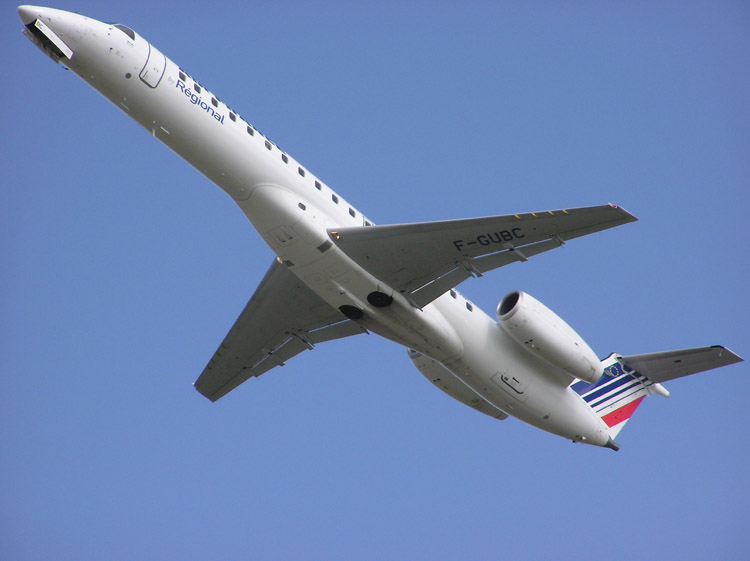
Un Embraer ERJ 145 Régional in cabrata

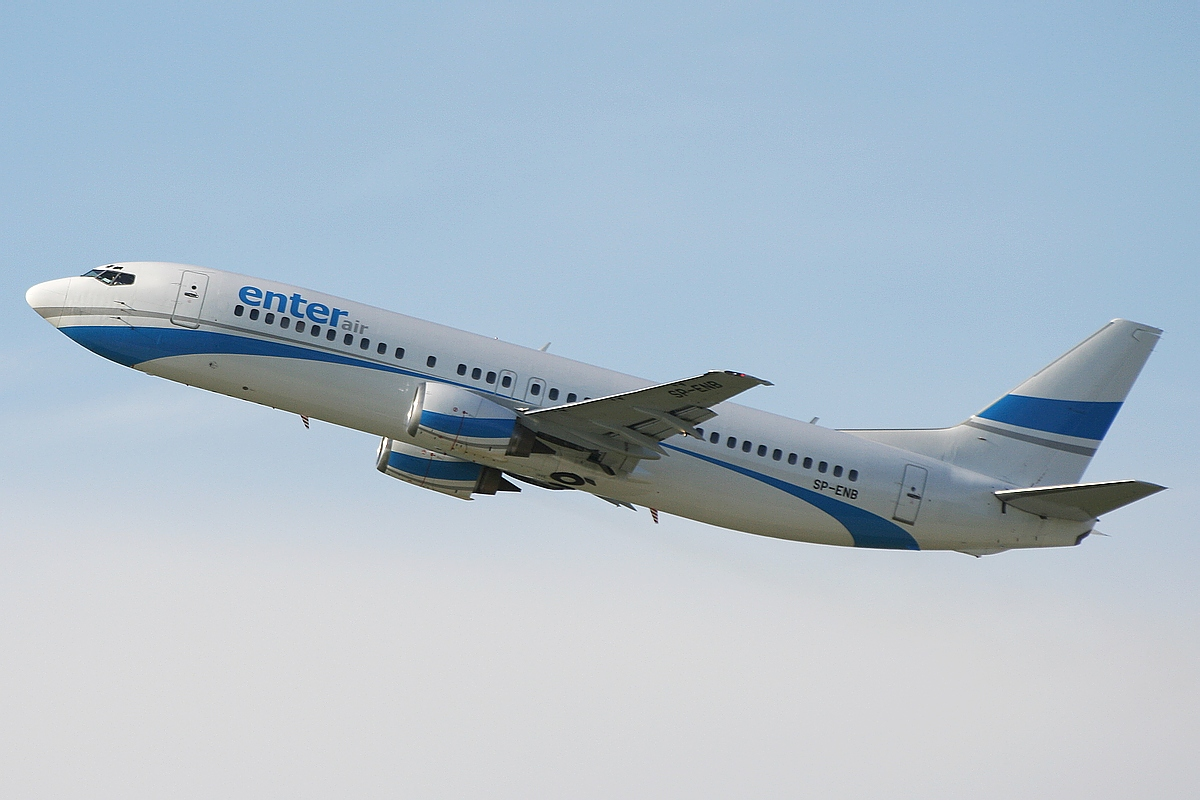
Un Boeing 737 Enter Air in cabrata

La cabrata è la manovra aeronautica che consente al velivolo di alzare il muso, generando normalmente un aumento di quota. La manovra opposta che porta generalmente a perdita di quota prende il nome di picchiata.
La manovra si esegue incrementando la portanza delle superfici aerodinamiche che supportano l'aeromobile, come per esempio le ali per gli aeroplani, fino a che la portanza supera il peso dell'aeromobile. Quando si verifica questa condizione, l'aeromobile inizia a guadagnare quota e prosegue nella salita fino a quando la portanza e il peso ritornano in equilibrio. L'incremento della portanza può essere ottenuto aumentando l'angolo d'attacco delle ali, aumentando la spinta generata dai motori per ottenere un aumento della velocità (e quindi della portanza), incrementando la superficie o modificando la forma delle ali o con una combinazione di tutte queste soluzioni. Nella maggior parte dei casi l'aumento della spinta fornita dai motori e dell'angolo d'attacco vengono applicati simultaneamente. Se però viene tentata una cabrata richiedendo una prestazione di salita superiore a quello possibile per l'aeromobile, l'eccessivo angolo di attacco delle ali può portare allo stallo aerodinamico.
Dal punto di vista del pilota d'aereo, la cabrata si esegue tirando verso di sé la barra di comando o il volantino, agendo sulle manette dei motori, o come detto, con una combinazione delle due operazioni. I comandi di volo agiscono sui piani di coda orizzontali del velivolo, ossia gli equilibratori, imprimendo una rotazione attorno all'asse trasversale dell'aereo, che fa alzare il muso dell'aereo.
Durante la cabrata si genera una accelerazione positiva tanto maggiore quanto è più stretto il raggio di cabrata e maggiore la velocità del velivolo.